# Acaroceras dechambrieri
Acaroceras dechambrieri är en kvalsterart som beskrevs av Sandór Mahunka 1983. Acaroceras dechambrieri ingår i släktet Acaroceras och familjen Microzetidae. Inga underarter finns listade i Catalogue of Life.